# Delegação de Imo na Assembleia Nacional da Nigéria
A delegação de Imo da Assembleia Nacional da Nigéria compreende três  Senadores representando Imo Norte, Imo Leste, e Imo Oeste, e dez Representantes representando  Ahiazu Mbaise /Ezinihitte, Orlu/Oru Leste, Aboh Mbaise/Ngor Okpala, Ohaji/Egbema, Ideato Norte /Sul, Okigwe Norte, Ehimembano/ihitte Uboma/Obowo, Mbaitolu/ikeduru, Owerri Municipal/Owerri Norte/Oeste, e Nwangele/Isu/Njaba.

## Quarta República

### O 4º Parlamento (1999 - 2003)
|               |                                |         |                                     |           |
| Cargo         | Nome                           | Partido | Eleitorado                          | Período   |
|               |                                |         |                                     |           |
| Senador       | Ararume Ifeanyi                | PDP     | Imo Norte                           | 1999–2003 |
| Senador       | Evan Enwerem                   | PDP     | Imo Leste                           | 1999–2003 |
| Senador       | Arthur Nzeribe                 | ANPP    | Imo Oeste                           | 1999–2003 |
|               |                                |         |                                     |           |
| Representante | Anyanwu Tony                   | PDP     | Ahiazu Mbaise/Ezinihitte            | 1999–2003 |
| Representante | Dike Cajethan O.               | ANPP    | Orlu/Oru Leste                      | 1999–2003 |
| Representante | Egu Greg C.                    | ANPP    | Aboh Mbaise/Ngor Okpala             | 1999–2003 |
| Representante | Eze Okere Tony                 | ANPP    | Ohaji/Egbema                        | 1999–2003 |
| Representante | Ezeani Nnamdi                  | PDP     | Ideato Norte /Sul                   | 1999–2003 |
| Representante | Ibekwe MauriceObasi            | PDP     | Okigwe Norte                        | 1999–2003 |
| Representante | Nwajiuba Chukwuemeka U.        | PDP     | Ehimembano/ihitte Uboma/Obowo       | 1999–2003 |
| Representante | Nwole Uchenna                  | PDP     | Mbaitolu/ikeduru                    | 1999–2003 |
| Representante | Oguike Levi                    | PDP     | Owerri Municipal/Owerri Norte/Oeste | 1999–2003 |
| Representante | Osuala Christopher Chukwuemeka | ANPP    | Nwangele/Isu/Njaba                  | 1999–2003 |